# Svart hud, vita masker
Svart hud, vita masker  (originaltitel: Peau noire, masques blancs) är en bok från 1952 skriven av Frantz Fanon som berör upplevelsen av att leva som svart person i en värld där kolonialismen råder.
I bokens förord skriver Michael Azar att Svart hud, vita masker skiljer sig från Fanons berömda senare verk Jordens fördömda främst genom att den förre är mer av en "psykoanalytisk och fenomenologisk studie över den svarta människans erfarenheter av kolonialismen [...]. Det är ännu inte den stora (inter)nationella befrielsekampen som står i fokus; snarare mänsklighetens befrielse från rasismens universella vansinne".